# For Tors skyld
For Tors skyld är en norsk drama- och familjefilm från 1982 regisserad av Knut Andersen. Huvudrollerna spelas av Jakob Ørmen, Ivar Nørve og Monica Sidselrud. Filmen är baserad på Mathis Mathisens bok från 1982 med samma titel. Han skrev också manus till filmen.

## Handling
Filmen handlar om en förortsfamilj där pappan har allvarliga alkoholproblem. Pappan dricker, mamman har lämnat dem och sonen Tor flyr hemifrån för att provocera sin pappa att äntligen ta sig samman. Han flyr in i skogen för att hitta tillbaka till några av de goda upplevelserna han och hans pappa haft tillsammans tidigare. Flykten hemifrån blir inte bara destruktiv. Hans vänner försöker hjälpa honom och han blir utöver det kär. Tor reflekterar över sitt liv och förstår att han måste ta hand om sitt liv.

## Rollista
- Jakob Ørmen – Tor
- Ivar Nørve – Tors far
- Monica Sidselrud – Laila
- Aalto Braveboy – Per
- Hege Kleven – Bente
- Per Rollvang – Bjørn
- Veslemøy Haslund – Tors mor
- Helge Reiss – Lailas far
- Anne-Lise Tangstad – Lailas mor
- Per Theodor Haugen – kuratorn

## Mottagande
Filmen blev förhållandevis bra mottagen av kritiker. Bland annat gav VG, Dagsavisen och Aftenposten filmen fyra i betyg.